# Mamude Xá de Malaca
O sultão Mamude de Malaca, reinou sobre o Sultanato de Malaca de 1488 a 1511 e morreu em 1528. Era filho do sultão Alauddin Riayat Xá de Malaca.:246 Ficou conhecido pela sua brutalidade enquanto monarca. Após a conquista de Malaca pelos portugueses o sultão mudou-se para a ilha de Bintão e tornou-se líder de uma pequena aliança de estados em que comandava ataques contra os portugueses instalados em Malaca. Após a destruição de Bintão pelos portugueses em 1526, o sultão fugiu para Riau e ali morreu, em 1528.
Teve várias mulheres, das quais a mais notável era Tun Teja. O sultão fez-se rodear de homens capazes e guerreiros como Hang Tuah, Khoja Hassan e Hang Nadim. Teve três filhos: Ahmad, Muzaffar, e Alauddin Riayat Shah II de Jor. Muzaffar e Alauddin haveriam de fundar mais tarde os sultanatos de Peraque e Jor, respectivamente.
O sultão Mamude está associado à lenda Malaia de Puteri Gunung Ledang, que envolve a sua tentativa falhada de conquistar uma princesa.